# Sega Zone
A Sega Zone a Sega játékplatformjaival foglalkozó magazin volt, melyet a Dennis Publishing adott ki a kilencvenes évek elején. A Sega Zone a multi platform Game Zone-ból vált ki. A Game Zone Nintendo magazinná alakult át.  A kezdeti Dennis Publishing munkatársak közé tartozott Amaya Lopez főszerkesztő, Vivienne Nagy helyettes szerkesztő és Martin Pond író.
1993-ban a Sega Zone-t a Game Zone-nal egyetemben felvásárolta a Future Publishing. Ezen időszak alatt Sega Zone szerkesztői közé tartozott Tim Norris (szerkesztő), Tim Tucker (helyettes szerkesztő), Josse Billson (író) és Stuart Campbell (író).
1994 elején a Future Publishing eladta a Sega Zone-t a Maverick Magazinesnek. Nem sokkal később a magazin megszűnt.

## Lásd még
- Sega Power
- Sega Force
- Sega Pro
- Mean Machines Sega
- Sega Magazine

## Külső hivatkozások
- A Sega Zone az AP2 - Amiga Power rajongói oldalon (angolul)
- World of Stuart weblap - Stuart Campbell a Sega Zoneba írt cikkei. (angolul)